# Tsvetana Krasteva
Tsvetana Krasteva –en búlgaro, Цветана Кръстева– es una deportista búlgara que compitió en biatlón. Ganó tres medallas en el Campeonato Mundial de Biatlón, en los años 1989 y 1990.

## Palmarés internacional
| Campeonato Mundial | Campeonato Mundial  | Campeonato Mundial | Campeonato Mundial |
| Año                | Lugar               | Medalla            | Prueba             |
| ------------------ | ------------------- | ------------------ | ------------------ |
| 1989               | Feistritz (Austria) | Medalla de plata   | Velocidad          |
| 1989               | Feistritz (Austria) | Medalla de plata   | Relevos            |
| 1990               | Oslo (Noruega)      | Medalla de bronce  | Equipo             |